# Dirphia abhorca
Dirphia abhorca är en fjärilsart som beskrevs av Lemaire 1969. Dirphia abhorca ingår i släktet Dirphia och familjen påfågelsspinnare. Inga underarter finns listade i Catalogue of Life.